# 塩塚駅

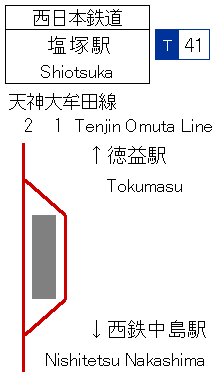
配線図

塩塚駅（しおつかえき）は、福岡県柳川市大和町塩塚にある西日本鉄道（西鉄）天神大牟田線の駅である。駅番号はT41。

## 歴史
- 1938年（昭和13年）9月1日：開業。
- 1974年（昭和49年）：駅舎改築。
- 2008年（平成20年）5月18日：ICカードnimoca供用開始。
- 2014年（平成26年）3月22日：駅窓口営業時間を変更（それまでは初電から終電まで駅員が常駐していた）。
- 2017年（平成29年）2月1日：駅ナンバリングを導入[1]。
- 2021年（令和3年）4月1日：駅集中管理システムの導入に伴い、終日無人化[2][3]。

## 駅構造
島式ホーム1面2線を持つ地上駅。ホーム有効長は5両分ある。
| ホーム | 路線          | 方向 | 行先             |
| ------ | ------------- | ---- | ---------------- |
| 1      | ■天神大牟田線 | 下り | 大牟田方面       |
| 2      | ■天神大牟田線 | 上り | 柳川・久留米方面 |

## 利用状況
2024年度の1日平均乗降人員は394人である。
| 年度               | 1日平均 乗車人員 | 1日平均 乗降人員 |
| ------------------ | ---------------- | ---------------- |
| 1999年（平成11年） |                  | 862              |
| 2000年（平成12年） |                  | 790              |
| 2001年（平成13年） |                  | 728              |
| 2002年（平成14年） |                  | 689              |
| 2003年（平成15年） |                  | 691              |
| 2004年（平成16年） |                  | 676              |
| 2005年（平成17年） |                  | 638              |
| 2006年（平成18年） |                  | 608              |
| 2007年（平成19年） |                  | 646              |
| 2008年（平成20年） |                  |                  |
| 2009年（平成21年） |                  |                  |
| 2010年（平成22年） |                  |                  |
| 2011年（平成23年） |                  | 558              |
| 2012年（平成24年） |                  | 489              |
| 2013年（平成25年） |                  | 514              |
| 2014年（平成26年） |                  | 500              |
| 2015年（平成27年） |                  | 450              |
| 2016年（平成28年） |                  | 444              |
| 2017年（平成29年） |                  | 426              |
| 2018年（平成30年） |                  | 420              |
| 2019年（令和元年） |                  | 419              |
| 2020年（令和02年） |                  | 299              |
| 2021年（令和03年） |                  | 329              |
| 2022年（令和04年） |                  | 354              |
| 2023年（令和05年） |                  | 394              |
| 2024年（令和06年） |                  | 394              |

## 駅周辺
- 柳川市立豊原小学校
- 国道208号
- 豊原幼稚園
- 豊原郵便局
- 柳川市コミュニティバス・上塩塚バス停

## 隣の駅
西日本鉄道
■天神大牟田線
■特急・■急行
通過
■普通
徳益駅（T40） - 塩塚駅（T41） - （中島信号場） - 西鉄中島駅（T42）